# Tour of Utah 2017
Die 13. Tour of Utah 2017 war ein US-amerikanisches Straßenradrennen im Bundesstaat Utah. Das Etappenrennen fand vom 31. Juli bis zum 6. August 2017 statt. Es war Teil der UCI America Tour 2017 und dort in der Kategorie 2.HC eingestuft.
Die erste Etappe nach Logan gewann im Massensprint Tyler Magner (USA/Holowesko) vor Chris Lawless (Großbritannien/Axeon). Dadurch übernahm Magner die Gesamtführung.
Am Snowbasin Resort siegte Brent Bookwalter (USA/BMC). Bei dieser Bergankunft der zweiten Etappe gewann er den Sprint einer kleinen Gruppe vor Sepp Kuss (USA/Rally), der die Gesamtführung übernahm.
Im Bergzeitfahren der dritten Etappe über 9 km nach Big Cottonwood Canyon war Rob Britton (Kanada/Rally) der Schnellste. Hinter ihm folgte Serghei Țvetcov (Rumänien/Jelly Belly) mit 13 Sekunden Rückstand. Britton holte sich damit die Gesamtführung.
Die vierte Etappe nach South Jordan City gewann im Massensprint John Murphy (USA/Holowesko) vor José Alfredo Rodriguez (Mexiko/Elelvate). Britton behielt die Gesamtführung.
Die Etappe fünf nach Bountiful entschied Travis McCabe (USA/UnitedHealthcare) im Sprint einer etwa 30 Mann starken Gruppe für sich vor Marco Canola (Italien/Nippo). Britton verteidigte ein weiteres Mal die Gesamtführung.
Die sechste Etappe endete mit einer Bergankunft am Snowbird Resort. Diese gewann der Italiener Giulio Ciccone (Bardiani) als Solist mit 35 Sekunden Vorsprung auf seinem Teamkollegen Simone Sterbini. Britton konnte auch hier seine Gesamtführung verteidigen.
Die siebte und letzte Etappe um Salt Lake City gewann Marco Canola (Italien/Nippo). Er setzte sich etwa 800 Meter vor dem Ziel von einer circa 25 Mann starken Gruppe ab und siegte mit zwei Sekunden Vorsprung auf Brent Bookwalter (USA/BMC), der den Sprint der Gruppe gewann.
Britton behielt die Gesamtführung und gewann damit die gesamte Rundfahrt. Am Ende hatte er 22 Sekunden Vorsprung auf Gavin Mannion (USA/UnitedHealthcare), der Zweiter wurde. Dritter wurde Serghei Țvetcov (Rumänien/Jelly Belly), der 32 Sekunden Rückstand am Ende hatte auf Britton.

## Teilnehmende Mannschaften
| WorldTeam- BMC Racing Team Professional Continental Teams (6)- Bardiani CSF - Caja Rural-Seguros RGA - Israel Cycling Academy - Nippo-Vini Fantini - Novo Nordisk - UnitedHealthcare Continental Teams (8)- Amore & Vita-Selle SMP-Fondriest - Axeon-Hagens Berman - Cylance - Elevate-KHS - Holowesko Citadel - Jelly Belly-Maxxis - Rally Cycling - Silber Unknown team category- Hangar 15 Bicycles |
| |

## Etappen
| Etappe    | Datum    | Etappenorte                                   | type              | Länge (km) | Etappensieger    | Gesamtführender |
| --------- | -------- | --------------------------------------------- | ----------------- | ---------- | ---------------- | --------------- |
| 1. Etappe | 31. Jul. | Logan – Logan                                 | Hügelige Etappe   | 212,3      | Tyler Magner     | Tyler Magner    |
| 2. Etappe | 1. Aug.  | Brigham City – Snowbasin                      | Hügelige Etappe   | 151,1      | Brent Bookwalter | Sepp Kuss       |
| 3. Etappe | 2. Aug.  | Big Cottonwood Canyon – Brighton Ski Resort   | Einzelzeitfahren  | 9          | Rob Britton      | Rob Britton     |
| 4. Etappe | 3. Aug.  | South Jordan – South Jordan                   | Flachetappe       | 201,1      | John Murphy      | Rob Britton     |
| 5. Etappe | 4. Aug.  | Layton – Bountiful                            | Hügelige Etappe   | 185,4      | Travis McCabe    | Rob Britton     |
| 6. Etappe | 5. Aug.  | Heber Valley – Snowbird Ski and Summer Resort | Hochgebirgsetappe | 97,8       | Giulio Ciccone   | Rob Britton     |
| 7. Etappe | 6. Aug.  | Salt Lake City – Salt Lake City               | Hügelige Etappe   | 117,8      | Marco Canola     | Rob Britton     |

## Gesamtwertung
| \| Gesamtwertung \| Gesamtwertung \| Gesamtwertung \| Gesamtwertung \| Gesamtwertung \| \| Fahrer \| Fahrer \| Land \| Team \| Zeit \| \| ------------- \| ---------------- \| ------------------ \| ----------------------- \| ---------------- \| \| 1. \| Rob Britton \| Kanada \| Rally Cycling \| 22 h 48 min 03 s \| \| 2. \| Gavin Mannion \| Vereinigte Staaten \| UnitedHealthcare \| + 22 s \| \| 3. \| Serghei Țvetcov \| Rumänien \| Jelly Belly-Maxxis \| + 32 s \| \| 4. \| Neilson Powless \| Vereinigte Staaten \| Axeon-Hagens Berman \| + 35 s \| \| 5. \| Brent Bookwalter \| Vereinigte Staaten \| BMC Racing Team \| + 2 min 00 s \| \| 6. \| Giulio Ciccone \| Italien \| Bardiani CSF \| + 2 min 16 s \| \| 7. \| Jonathan Clarke \| Australien \| UnitedHealthcare \| + 2 min 41 s \| \| 8. \| Chris Butler \| Vereinigte Staaten \| Caja Rural-Seguros RGA \| + 2 min 47 s \| \| 9. \| Sepp Kuss \| Vereinigte Staaten \| Rally Cycling \| + 2 min 55 s \| \| 10. \| James Piccoli \| Kanada \| Elevate-KHS Pro Cycling \| + 3 min 00 s \| |                  |                    |                         |                  |
| |                  |                    |                         |                  |
| Quelle: Cycling Quotient |                  |                    |                         |                  |
| Gesamtwertung |                  |                    |                         |                  |
| Fahrer | Fahrer           | Land               | Team                    | Zeit             |
| 1. | Rob Britton      | Kanada             | Rally Cycling           | 22 h 48 min 03 s |
| 2. | Gavin Mannion    | Vereinigte Staaten | UnitedHealthcare        | + 22 s           |
| 3. | Serghei Țvetcov  | Rumänien           | Jelly Belly-Maxxis      | + 32 s           |
| 4. | Neilson Powless  | Vereinigte Staaten | Axeon-Hagens Berman     | + 35 s           |
| 5. | Brent Bookwalter | Vereinigte Staaten | BMC Racing Team         | + 2 min 00 s     |
| 6. | Giulio Ciccone   | Italien            | Bardiani CSF            | + 2 min 16 s     |
| 7. | Jonathan Clarke  | Australien         | UnitedHealthcare        | + 2 min 41 s     |
| 8. | Chris Butler     | Vereinigte Staaten | Caja Rural-Seguros RGA  | + 2 min 47 s     |
| 9. | Sepp Kuss        | Vereinigte Staaten | Rally Cycling           | + 2 min 55 s     |
| 10. | James Piccoli    | Kanada             | Elevate-KHS Pro Cycling | + 3 min 00 s     |

## Wertungen im Tourverlauf
| Etappe         | Etappensieger    | Gesamtwertung | Punktewertung | Bergwertung | Nachwuchswertung | Kämpferischster Fahrer | Teamwertung     |
| -------------- | ---------------- | ------------- | ------------- | ----------- | ---------------- | ---------------------- | --------------- |
| 1              | Tyler Magner     | Tyler Magner  | Tyler Magner  | Jacob Rathe | Chris Lawless    | Miguel Angel Benito    | Bardiani CSF    |
| 2              | Brent Bookwalter | Sepp Kuss     | Chris Lawless | Jacob Rathe | Neilson Powless  | Adam De Vos            | BMC Racing Team |
| 3              | Rob Britton      | Rob Britton   | Chris Lawless | Jacob Rathe | Neilson Powless  | nicht vergeben         | BMC Racing Team |
| 4              | John Murphy      | Rob Britton   | Mihkel Raim   | Jacob Rathe | Neilson Powless  | Lorenzo Rota           | BMC Racing Team |
| 5              | Travis McCabe    | Rob Britton   | Travis McCabe | Jacob Rathe | Neilson Powless  | Justin Oien            | BMC Racing Team |
| 6              | Giulio Ciccone   | Rob Britton   | Travis McCabe | Jacob Rathe | Neilson Powless  | Giulio Ciccone         | BMC Racing Team |
| 7              | Marco Canola     | Rob Britton   | Travis McCabe | Jacob Rathe | Neilson Powless  | Manuel Senni           | BMC Racing Team |
| Wertungssieger | Wertungssieger   | Rob Britton   | Travis McCabe | Jacob Rathe | Neilson Powless  | nicht vergeben         | BMC Racing Team |